# Manfredas Lukjančukas
Manfredas Lukjančukas (* 13. November 1991 in Vilnius) ist ein litauischer Fußballschiedsrichter.

## Leben
Lukjančukas wurde in der litauischen Hauptstadt geboren und wuchs in der nordwestlichen Großstadt Šiauliai auf. Nach dem Abitur absolvierte er ein Bachelorstudium der Wirtschaft an der Šiaulių universitetas. Er arbeitete als Trainer in der Fußballakademie von Šiauliai. 
Lukjančukas leitet seit 2015 Spiele in der litauischen A lyga, in der er bis heute über 100 Einsätze hatte.
Seit 2017 steht er auf der Liste der FIFA-Schiedsrichter und leitet internationale Fußballspiele.
In der Saison 2017/18 leitete Lukjančukas erstmals ein Spiel in der Qualifikation zur Europa League, in der Saison 2018/19 erstmals ein Spiel in der Qualifikation zur Champions League. In der Saison 2022/23 hatte er seine ersten Einsätze in der Europa Conference League. Zudem pfiff er bereits Partien in der Qualifikation zu U21-Europameisterschaften, in der lettischen Virslīga, beim Baltic Cup 2018 sowie Freundschaftsspiele.
Lukjančukas leitete vier Spiele bei der U-17-Europameisterschaft 2019 in Irland sowie zwei Spiele bei der U-19-Europameisterschaft 2022 in der Slowakei.